# Rubus bloxamianus
Rubus bloxamianus är en rosväxtart som beskrevs av Purchas. Rubus bloxamianus ingår i släktet rubusar, och familjen rosväxter. Inga underarter finns listade i Catalogue of Life.